# 大熊由護
大熊由護，日本漫画家。

## 作品

### 漫画作品

#### 連載
- 極道少女～保鏢新娘～（ヤクザガール〜ブレイド仕掛けの花嫁〜，大熊由護名義，原作：元長柾木，秋田書店《Champion RED》2008年3月号 - 2009年2月号，全2卷）台灣長鴻出版社代理
- （秋田書店（2010年11月-2011年1月）等）
  - 也曾刊載於《週刊少年Champion》2010年2月5日増刊号、《週刊少年Champion》2010年29号、2011年7号。
- 青年黑傑克（原作：手塚治虫、脚本：田畑由秋，秋田書店《Young Champion（日语：ヤングチャンピオン）》2011年No.24 - 2019年No.13，全16卷）台灣尖端出版、香港文化傳信代理
- 我與她的遊戲戰爭（日语：僕と彼女のゲーム戦争）（原作：師走トオル，ASCII Media Works《電擊魔王》2012年7月号 - 2013年3月号，全1卷）

#### 單篇
- （大熊由護名義、秋田書店《Champion RED》2007年7月号）
  - 第13回RED新人賞佳作。
- （大熊由護名義、秋田書店《Champion RED》2007年11月号）
- （秋田書店《Champion RED》2009年6月号）
- （秋田書店《Champion RED》2010年9月号）

### 插畫集
- 青年黑傑克 大熊由護插畫集（「ヤング ブラック・ジャック」大熊ゆうごイラスト集，原作：手塚治虫，秋田書店，2019年）

## 外部連結
- Underman 大熊ゆうごOfficialサイト，存于
- 大熊ゆうご的X（前Twitter）